# Ferrol (Gerichtsbezirk)
Der Gerichtsbezirk Ferrol ist einer der 14 Gerichtsbezirke in der Provinz A Coruña.
Der Bezirk umfasst 12 Gemeinden auf einer Fläche von 827,19 km² mit dem Hauptquartier in Ferrol.

## Gemeinden
| Gemeinde                      | Einwohner (2024) | Fläche km² | Dichte Einw./km² | Cod INE | Postleitzahl        |
| ----------------------------- | ---------------- | ---------- | ---------------- | ------- | ------------------- |
| Ares                          | 6.156            | 18,31      | 336              | 15004   | 15623–15625         |
| Cabanas                       | 3.296            | 30,30      | 109              | 15015   | 15621               |
| A Capela                      | 1.182            | 58,00      | 20               | 15018   | 15324, 15325, 15613 |
| Fene                          | 12.530           | 26,31      | 476              | 15035   | 15500               |
| Ferrol                        | 64.218           | 82,65      | 777              | 15036   | 15401–15406         |
| Mugardos                      | 5.195            | 12,77      | 407              | 15051   | 15620, 15266, 15627 |
| Narón                         | 39.285           | 66,91      | 587              | 15054   | 15570               |
| Neda                          | 4.868            | 24,46      | 199              | 15055   | 15510               |
| As Pontes de García Rodríguez | 9.782            | 249,37     | 39               | 15070   | 15320               |
| San Sadurniño                 | 2.733            | 98,98      | 28               | 15076   | 15560               |
| As Somozas                    | 1.068            | 70,91      | 15               | 15081   | 15565               |
| Valdoviño                     | 6.857            | 88,22      | 78               | 15087   | 15552               |
| Gerichtsbezirk Ferrol         | 157.170          | 827,19     | 190              | –       | –                   |